# Frederic Pryor
Frederic L. Pryor (Kissimmee, 23 aprile 1933 – Newtown Square, 2 settembre 2019) è stato un economista statunitense.

## Biografia
Nato nel 1933, ha inizialmente studiato chimica all'Oberlin College, in Ohio, dove ha ricevuto il baccellierato nel 1955. Nel 1957 si è trasferito nel Regno Unito, dove ha ottenuto nell'Università di Yale un masters degree nel 1959. Nel 1959 si è trasferito a Berlino Est per studiare all'Università libera di Berlino. Nell'agosto 1961, pochi giorni dopo che era stato eretto il Muro di Berlino, egli visitò Berlino Est per consegnare una copia della sua dissertazione a un professore di laggiù e contattare la sorella di un amico, un ingegnere che – ignoto a Pryor – era proprio giunto in volo illegalmente nella Germania Ovest. La Stasi (la polizia segreta della Germania Est) arrestò Pryor con l'accusa di aver aiutato alcune donne a fuggire; dopo che la polizia aveva trovato una copia della dissertazione di dottorato di Pryor (un'analisi dei commerci esteri dei paesi del blocco sovietico), egli fu accusato di spionaggio e detenuto senza accuse ufficiali. La cella di Pryor si trovava direttamente sopra una camera di tortura della Germania Est. In prigione, Pryor fu intensamente interrogato, ma non torturato.
Il 10 febbraio 1962, dopo circa sei mesi di detenzione, grazie anche agli sforzi dell'avvocato James B. Donovan, Pryor fu liberato al Checkpoint Charlie, appena prima che un pilota americano di U-2, Francis Gary Powers, fosse stato scambiato con la spia sovietica colonnello Rudolf Abel presso il ponte di Glienicke, tra Berlino Ovest e Potsdam, nella Germania Est (allora linea di confine tra Berlino Ovest e la Germania Est), quale risultato dei negoziati condotti da James B. Donovan.
Il coinvolgimento di Pryor in questo evento viene drammatizzato come parte di un complotto nel film del 2015 Il ponte delle spie, di Steven Spielberg, con Tom Hanks nella parte di Donovan. L'attore Will Rogers interpreta Pryor. Pryor non fu consultato per il film e a questo proposito egli ha commentato, "È stato buono, ma si sono presi in proposito un sacco di libertà."
Dopo esser stato liberato è tornato negli Stati Uniti, dove ha ottenuto un dottorato di ricerca all'Università di Yale. Terminati gli studi a Yale è diventato assistente all'Università del Michigan. Nel 1964 è ritornato a Yale, dove ha studiato fino al 1966 all'Economic Growth Center. Nel 1967 è assistente e poi professore associato allo Swarthmore College in Pennsylvania e dal 1972 al suo pensionamento nel 1998 è stato professore ordinario di economia. Durante la sua carriera ha ricoperto la carica di professore invitato (visiting professor) alla Lincoln University di Filadelfia nel 1967, all'Università dell'Indiana nel 1969, all'Institute of International Studies dell'Università della California - Berkeley nel 1972-1973.
Nel 1977 è tornato in Europa, dove ha ricoperto la carica di professore inviato all'Graduate Institute of International and Development Studies di Ginevra fino al 1978. È ritornato in Europa nel 1981, dove è stato professore inviato all'École des hautes études en sciences sociales di Parigi, mentre nel 1982 è ritornato a Ginevra. Nel biennio 1989-1990 è stato professore invitato del think tank dell'Hoover Institution, parte della Stanford University. Una volta andato in pensione è stato consulente per la Banca Mondiale dal 1998 al 2001 e professore inviato all'Istituto Max Planck di Economia di Jena in Germania nel 2004. Dal 1998 ha ricoperto l'incarico di senior scholar allo Swarthmore College. Era un profondo conoscitore delle economie dell'ex blocco orientale; infatti gran parte delle sue pubblicazioni sono incentrate sull'ex Unione Sovietica e sugli Stati satelliti.
È morto il 2 settembre 2019 a Newtown Square, Pennsylvania.